# Герб Багерового
Герб Багерового — офіційний символ селища міського типу Багерове (Ленінського району АРК), затверджений рішенням Багерівської селищної ради від 22 жовтня 2009 року.

## Опис герба
У синьому полі на зеленій вигнутій основі стоїть срібний грифон, тримаючи передньою правою лапою срібний меч вістрям додолу, з золотого руків'я якого проростає червоний тюльпан.